# 鉄鼠

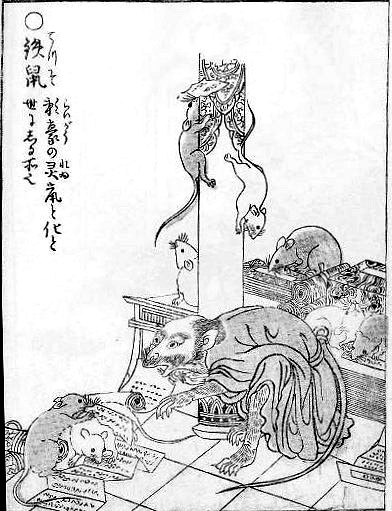
鳥山石燕『画図百鬼夜行』より「鉄鼠」。左上の解説文に
頼豪の灵（霊）鼠と化（かす）と
世尓（に）志（し）る所也
とある。

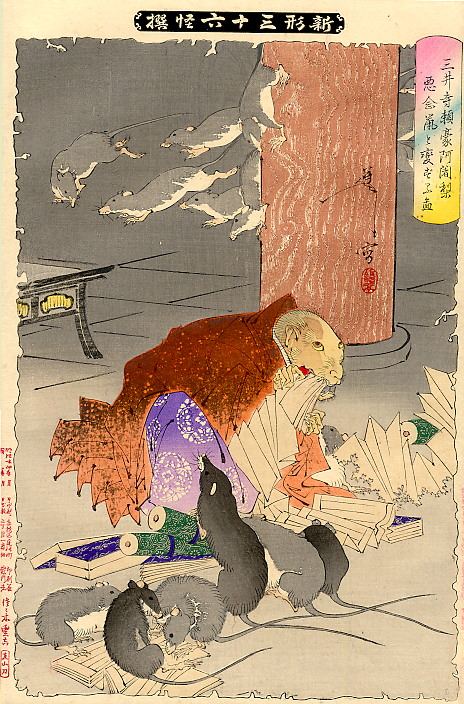
月岡芳年『新形三十六怪撰』より「三井寺頼豪阿闍梨悪念鼠と変ずる図」。『源平盛衰記』の記述を忠実に描いたもの。

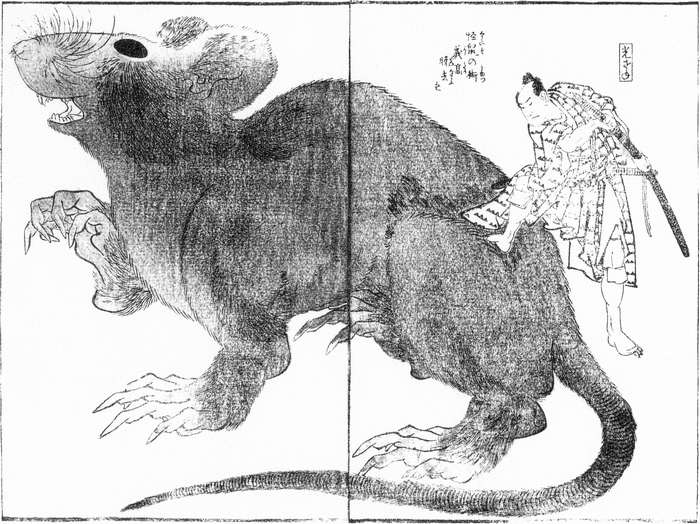
曲亭馬琴著・葛飾北斎画『頼豪阿闍梨恠鼠伝』。猫間光実の前に出現した大ネズミは、本文中では雄牛ほどの大きさとあるものの、挿絵では怪獣ほどに誇張されて描かれている。

水木しげるロードに設置されている「鉄鼠」のブロンズ像。

鉄鼠（てっそ）は、平安時代の園城寺の僧頼豪の怨霊とネズミにまつわる日本の妖怪。「鉄鼠」の名は江戸時代の妖怪画集『画図百鬼夜行』において作者鳥山石燕がつけた名であり、『平家物語』の読み本『延慶本』では頼豪の名をとって頼豪鼠（らいごうねずみ）、妖怪を主題とした江戸時代の狂歌絵本『狂歌百物語』では由来である滋賀県大津市の三井寺（園城寺）の名をとって三井寺鼠（みいでらねずみ）ともいう。平成以降には京極夏彦による推理小説『鉄鼠の檻』の題名に採用されたことでも知られるようになった。

## 物語

### 平家物語
『平家物語』によれば平安時代、頼豪は、効験があれば思いのままに褒美を取らせるという白河天皇との約束のもと、皇子の誕生を祈祷し続け、承保元年（1074年）12月16日、見事これを成就させた。頼豪は褒美として園城寺の戒壇院建立の願いを申し出たが、対抗勢力である比叡山延暦寺の横槍のため、叶えられることはなかった。
このことを怨んだ頼豪は、自分の祈祷で誕生した皇子・敦文親王を、今度は祈祷で魔道に落とそうと断食に入った。やがて100日後、頼豪は悪鬼のような姿に成り果てて死んだが、その頃から敦文親王の枕元に妖しい白髪の老僧が現れるようになった。白河天皇は頼豪の呪詛を恐れて祈祷にすがったが効果はなく、敦文親王はわずか4歳にしてこの世を去った
『平家物語』の読み本である『延慶本』や『長門本』、その異本である『源平盛衰記』などによればその後、頼豪の怨念が巨大なネズミと化し、延暦寺の経典を食い荒らした。延暦寺は頼豪の怨念に怖れをなし、東坂本に社を築いて頼豪を神として祀り、その怨念を鎮めた。後にその社は「鼠の秀倉（ねずみのほくら）」の名で伝えられた。以来、大きなネズミを「頼豪鼠」と呼ぶようになったという。

### 太平記
軍記物語『太平記』によれば、頼豪の怨念は石の体と鉄の牙を持つ8万4千匹ものネズミとなって比叡山を駆け上り、経典ばかりか仏像をも食い破ったとされる。

### 頼豪阿闍梨恠鼠伝
江戸後期の読本作者・曲亭馬琴は、頼豪の伝説を踏まえて『頼豪阿闍梨恠鼠伝』を著した。木曾義仲の遺児である美妙水義高（しみず よしたか、清水義高）が諸国遍歴の途中、夢の中に頼豪が現れ、かつて義仲が征夷大将軍となるために頼豪の祠に願書を寄進した縁で義高に力を貸すと語り、義仲を怨む猫間光実が義高の命を狙っていることを教え、義高にネズミの妖術を伝授するという話である。
物語においては、光実が義高に斬りかかろうとすると大ネズミが出現してそれを阻む場面や、義高が父の仇・石田為久をおびき出すためにネズミの顔を持つ怪人を呼び出す場面、義高の義母を拷問する光実たちに対し、義高が無数のネズミを出現させて拷問を阻む場面などが浮世絵師・葛飾北斎による挿絵とともに描かれている。

## 時代背景
史実では頼豪の没年は応徳元年（1084年）、敦文親王の没年はそれより前の承保4年（1077年）であるため、頼豪の没後に敦文親王がこの世を去ったとする点ですでに史実との矛盾点があり、この伝説は明らかな虚構だと専門家たちから指摘されている。
しかし園城寺による戒壇院建立の奏請が、延暦寺の反対のために長期にわたって叶えられなかったことや、頼豪が戒壇院建立に尽力していたことは事実と見られている。また園城寺の寺誌『寺門伝記補録』によれば、戒壇院建立の奏請が朝廷に受け入れられなかった結果、頼豪がそれを憂いて寺を出なかったため、園城寺の新羅社では大鳴動が起きたとある。園城寺と延暦寺は同じ天台宗でありながら、開祖である最澄の死後は2派に分裂して激しく抗争（山門寺門の争い）するようになり、園城寺は何度も延暦寺によって焼き払われたという経緯があることから、鉄鼠伝説は当時の天台宗2派の対立抗争を背景として生まれたものと考えられている。
また、この鉄鼠に限らずネズミが人間に害をおよぼす話は東北地方、長野県など日本全国に見られるが、これはかつてネズミによる害が多かったことから生じたものと解釈されており、特に多くの書物や経典を抱える寺院ではネズミの害は深刻な問題であったため、ネズミの存在が怨霊や妖怪伝説の元になったものと見られている。

## 史跡
『平家物語』などで頼豪の怨念を鎮めたとされる「鼠の秀倉」は、現在では滋賀県大津市坂本・日吉大社に鼠社としてある。ただし安土桃山時代に日吉大社で書き記された『神道秘密記』では、鼠の秀倉は十二支の最初である子を祀った祠だと記されている。その秀倉が頼豪にまつわるものとして語られているのは、前述のように人間に害をもたらす存在であるネズミが「災いの元」として史実と結びついた、もしくは延暦寺は京都の鬼門にあり、かつては呪術が盛んで、日吉大社はその鎮護のため、怨霊封じの伝説が根付いたものと見られている。
鼠の秀倉は鎌倉時代にはすでに有名であったようで、元応元年（1319年）刊行の宴曲異説集『異説秘抄口伝巻』には「さればや我立杣の麓にも鼠神といははれ給ひて、其名をあらたにとどめき、様々の奇瑞をなせりとか」という歌詞があり、南北朝時代に撰集された連歌集『菟玖波集』には「塵にまじはる鼠とこそあれ」「我山にこれもあがむる神のうち」などと、頼豪の伝説を踏まえた連歌がある。本来この秀倉はネズミよけのご利益があるものとして伝えられていたが、ネズミの害の対策が十分に行われるようになった昭和・平成以降は、ネズミよけとしての役割は失われつつある。
園城寺の観音堂への石段の脇に祀られる十八明神社は「ねずみの宮」とも呼ばれ、鉄鼠たちの霊を祀り鎮めているといわれ、比叡山の方を向けて建てられている。
別説では、鉄鼠は比叡山で高僧の法力で現れた大猫に退治されたともいわれ、園城寺の「鼠の宮」に対して大猫を祀った「猫の宮」が、延暦寺の門前町として知られる近江国滋賀郡坂本郷の坂本（現・滋賀県大津市坂本）に、園城寺の方を睨みつけるように建てられている。
下野国（現・栃木県）の伝説では、8万4千匹のネズミたちは諸国を駆け巡って田畑をも荒らしたが、ネズミたちが下野に襲いかかろうとしたとき、勝軍地蔵が現れてこれを防ぎ、塚の中に封じたと伝えられる。小山市郷土文化研究会による『小山の伝説』によれば、この塚は小山市土塔にある愛宕塚（あたごづか）のこととされており、別名を「来鼠塚」といい、中にはネズミを封じた洞穴があるという。この塚の上の石を田畑に置けば、ネズミの害を避けることができるともある。